# White Cloud Township (Missouri)
White Cloud Township est un township, situé dans le comté de Nodaway, dans le Missouri, aux États-Unis.
Le township est fondé en 1845 et baptisé en référence au cours d'eau White Cloud Creek (en).

### Source de la traduction
- (en) Cet article est partiellement ou en totalité issu de l’article de Wikipédia en anglais intitulé « White Cloud Township, Nodaway County, Missouri » (voir la liste des auteurs).